# カラクリ湖

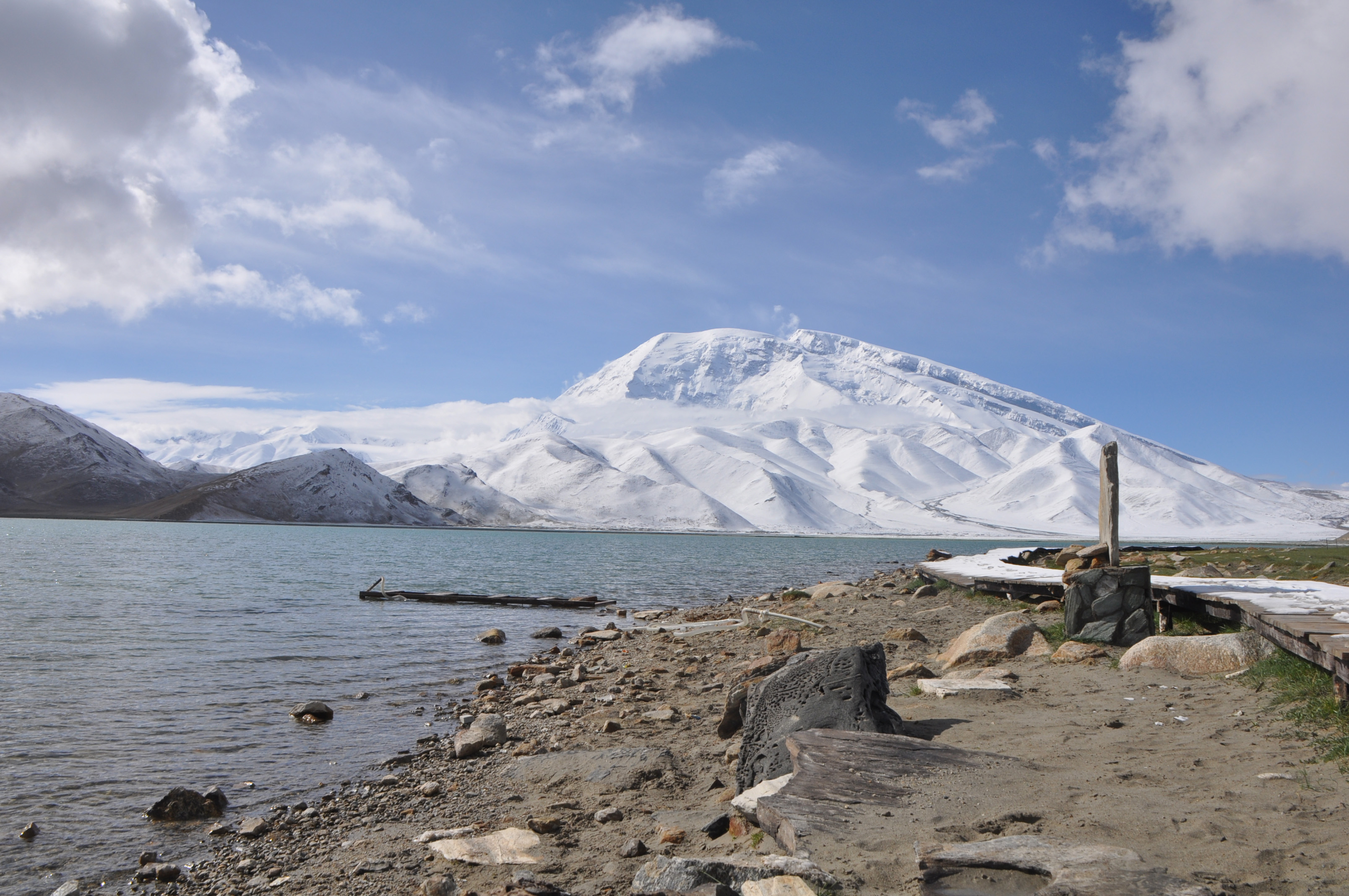
カラクリ湖からムスタグ・アタ山を望む

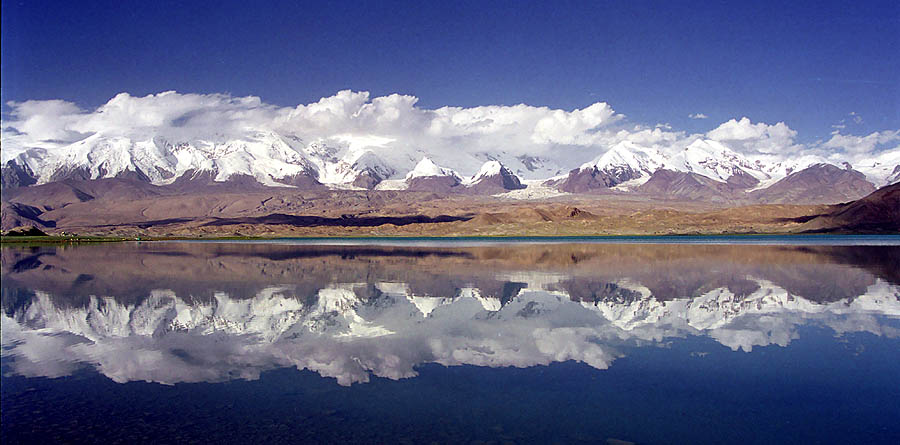
カラクリ湖からコングール山を望む

カラクリ湖（からくりこ、中国語: 喀拉库勒湖、英語: Karakulまたは英語: Karakul Lake）またはカラクル（キルギス語: قاراقۅل / Қарoкул, ウイグル語: قاراكۆل / Qaraköl / Қаракөл, Karakul＝黒い湖の意味）は中国新疆ウイグル自治区クズルス・キルギス自治州にある湖である。南正面の眼前にムスタグ・アタ山（7,546m）、東に遠くコングール山（7,649m）の両雪山が見える。
中国・パキスタン公路の途中にあり、海抜は3,600メートルで、面積は10平方キロメートルある。通常カシュガルからの観光が行われている。

## 参照項目
- カラクル湖 (タジキスタン)